# یانگان
یانگان (به لاتین: Yong'an) یک county-level city در جمهوری خلق چین است که در سانمینگ واقع شده‌است.